# Joseph Marwa
Joseph Marwa est un boxeur tanzanien né le 15 juillet 1964 à Mara.

## Carrière
Aux Jeux olympiques d'été de 1988 à Séoul, Joseph Marwa est éliminé au premier tour dans la catégorie des poids welters par l'Américain Kenneth Gould.
Il est médaillé d'argent dans la catégorie des poids super-welters aux Jeux africains du Caire en 1991, s'inclinant en finale contre l'Égyptien Kabary Salem.
Aux Jeux olympiques d'été de 1992 à Barcelone, il est éliminé au deuxième tour dans la catégorie des poids super-welters par le Letton Igors Šaplavskis.